# Paullinia pachycarpa
Paullinia pachycarpa är en kinesträdsväxtart som beskrevs av George Bentham. Paullinia pachycarpa ingår i släktet Paullinia och familjen kinesträdsväxter. Inga underarter finns listade i Catalogue of Life.